# Adolfo Ramón Canecín
Adolfo Ramón Canessín (n. Ciudad de Formosa, 25 de marzo de 1958) es un sacerdote argentino y actual obispo de la Diócesis de Goya.

## Biografía
Adolfo Ramón Canecin nació en la ciudad de Formosa, el 25 de marzo de 1958.
Fue ordenado sacerdote el 25 de marzo de 1988 por monseñor Dante Carlos Sandrelli, obispo de Formosa, en el estadio deportivo de esa ciudad.
Fue elegido obispo coadjutor de Goya, a pedido del entonces obispo de esa diócesis de Goya, el 9 de diciembre de 2014 por el papa Francisco. 
Fue ordenado obispo en la catedral de Goya el 25 de marzo de 2015 por Mons. Ricardo Oscar Faifer, entonces obispo de Goya y fueron sus co-consagrantes: Mons. Andrés Stanovnik OFM Cap, arzobispo de Corrientes y Mons. José Vicente Conejero Gallego, obispo de Formosa. 
Inició su ministerio pastoral como cuarto obispo de Goya por sucesión el 24 de septiembre de 2015, tras la renuncia de Mons. Faifer por cuestiones de edad. Su lema episcopal es «Sean uno».